# Đinh Thị Nghĩa
Đinh Thị Nghĩa (chữ Hán: 丁氏義; ? – ?), phong hiệu Cửu giai Tài nhân (九階才人), là một thứ phi của vua Minh Mạng nhà Nguyễn trong lịch sử Việt Nam.
Không rõ năm sinh năm mất cùng lai lịch của bà Nghĩa, cũng như mộ phần của bà được táng tại đâu. Bà Nghĩa vào hầu vua Minh Mạng khi ông còn là Thái tử, căn cứ vào năm sinh của hoàng tử Miên Trữ, người con duy nhất của bà.

## Hậu duệ
Tài nhân Đinh Thị Nghĩa chỉ sinh cho vua Minh Mạng được một hoàng tử, là Tuân Quốc công Nguyễn Phúc Miên Trữ. Hoàng tử Miên Trữ sinh vào năm Minh Mạng thứ nhất (1820), là con trai thứ 13 của vua.
Nguyễn Phúc Tộc thế phả (trang 248) chép rằng, hoàng nữ thứ 37 của vua Minh Mạng là Nguyễn Phúc Gia Trang là con của bà Nghĩa, nhưng bản thân cuốn thế phả cũng có đôi chỗ mâu thuẫn với nhau khi mà ở trang 329, hoàng nữ Gia Trang lại được ghi là con của bà Tài nhân Trần Thị Tiền. Còn theo Đại Nam liệt truyện, hoàng nữ Gia Trang là em cùng mẹ với hoàng tử Miên Tuyên (chết yểu), tức là con của bà Tiền.